# 奈良市立登美ヶ丘北中学校
奈良市立登美ヶ丘北中学校（ならしりつ とみがおかきたちゅうがっこう）は、奈良県奈良市にある公立の中学校。

## 沿革
1984年（昭和59年）4月に奈良市立の17番目の中学校として開校。
開校当初は登美ヶ丘中学校から編入の第2学年と新入生の第1学年の2学年のみでスタート。
- 1983年（昭和58年）7月 - 校舎棟及び体育館棟新築工事開始（設計：新谷建築設計事務所、施工：三和建設）[1]。

※ 背景として奈良市の公立小学校及び中学校全体の児童・生徒数がピークを迎えた年にあたる（1983年 4万6,907人）。
- 1984年（昭和59年）
  - 3月 - 校舎棟及び体育館棟竣工。
  - 4月 - 奈良市立登美ヶ丘北中学校開校。開校当時の所在地：奈良市押熊町1761番地3（注：建築位置の情報から）。
- 1988年（昭和63年）3月 - 住居表示の実施により、奈良市押熊町から同市北登美ヶ丘1丁目の現在の所在地へと変更[3]。
- 2008年（平成20年）10月 - 中学校給食弁当選択制（デリバリー方式）を開始[4]。
- 2014年（平成26年）6月 - 学校西側斜面の雑草問題解決を兼ねた「ひつじプロジェクト」開始。日本で初めての取組みとなる。[5][6][7]。
- 2016年（平成28年）1月 - 自校方式の完全給食を導入[8]。
- 2024年（令和6年）11月-学校創立40周年事業を開催。

## 学校行事
出典：
- 4月 入学式、始業式
- 5月 内科等検診、修学旅行(3年)、保護者会
- 6月 生徒総会、市中学校総合体育大会
- 7月 球技大会
- 8月 防災教育
- 9月 文化発表会、教育実習
- 10月 体育大会、避難訓練
- 11月 保護者会、個人懇談会(3年)
- 12月 文化鑑賞会、大掃除
- 1月 市音楽会、生徒総会
- 2月 入学説明会、保護者会
- 3月 卒業式、修了式

## 学区
2022年5月1日時点
- 登美ヶ丘小学校通学区域の一部（押熊町の一部、中登美ヶ丘一丁目の一部、中登美ヶ丘三丁目の一部、中登美ヶ丘四丁目、中登美ヶ丘五丁目、中登美ヶ丘六丁目、西登美ヶ丘二丁目の一部（F号棟）、二名町）
- 東登美ヶ丘小学校通学区域の一部（押熊町の一部、北登美ヶ丘一丁目、北登美ヶ丘二丁目、北登美ヶ丘三丁目、北登美ヶ丘四丁目、北登美ヶ丘五丁目、北登美ヶ丘六丁目、中登美ヶ丘一丁目の一部、中登美ヶ丘二丁目、中登美ヶ丘三丁目の一部、東登美ヶ丘四丁目、東登美ヶ丘五丁目、東登美ヶ丘六丁目）

## 生徒
- 制服は男子は学生服
- 女子の冬服はジャンパースカートにボレロ

## 所在地
- 奈良県奈良市北登美ヶ丘1丁目1番1号

## 通学区域が隣接している学校
- 奈良市立ならやま小中学校
- 奈良市立平城中学校
- 奈良市立登美ヶ丘中学校
- 奈良市立二名中学校
- 生駒市立上中学校
- 生駒市立鹿ノ台中学校
- （京都府）精華町立精華南中学校